# Сан Ђусто а Фортуна (Фиренца)
Сан Ђусто а Фортуна је насеље у Италији у округу Фиренца, региону Тоскана.
Према процени из 2011. у насељу је живело 34 становника. Насеље се налази на надморској висини од 214 м.